# Тибейвиска
Тибейвиска — река в России, течет по территории городского округа Усинск Республики Коми и Заполярного района Ненецкого автономного округа. Устье реки находится в 16 км по правому берегу реки Серчейю на высоте 53 м над уровнем моря. Длина реки составляет 86 км. 
В 40 км от устья, по правому берегу реки впадает река Яйшор. В 33 км от устья, по левому берегу реки впадает река Мылотовиска. В 58 км от устья, по левому берегу реки впадает река Грубешор.

## Данные водного реестра
По данным государственного водного реестра России относится к Двинско-Печорскому бассейновому округу, водохозяйственный участок реки — Печора от впадения реки Уса до водомерного поста Усть-Цильма, речной подбассейн реки — Печора ниже впадения Усы. Речной бассейн реки — Печора.
Код объекта в государственном водном реестре — 03050300112103000073706.